# César Bacot
Pour les articles homonymes, voir Bacot.
Pour les autres membres de la famille, voir Famille Bacot.
 (mai 2025).
César-Joseph Bacot, né le 4 août 1787 à Paris et décédé le 20 avril 1870 à La Croix, est un militaire et homme politique français.

## Biographie
Fils de César Bacot, riche propriétaire, et d'Élisabeth Étignard de La Faulotte, il est le frère de Claude-René Bacot de Romand, haut fonctionnaire et député d'Indre-et-Loire, et le neveu d'Alexandre Bacot.
Ses études militaires terminées à l'école de Fontainebleau, il fit les campagnes d'Allemagne, de Russie, de Saxe et de France, fut blessé à la Moskowa et à Leipsig, et devint en 1814 chef de bataillon dans la garde. Le retour des Bourbons le laissa sans emploi. Réintégré dans son grade pendant les Cent-Jours, il prit le commandant maritime des arrondissements de Dieppe et d'Abbeville. Mais la seconde Restauration le fit rentrer encore une fois dans la retraite ; mis à la demi-solde, il vécut obscurément à Tours.
Le 1er juillet 1830, il est élu comme député par le collège de Tours. Successivement réélu pendant tout le règne de Louis-Philippe, en 1831, 1834, 1837 (face à Flavigny), 1839 (face à Frédéric Goüin), 1842 (face au baron de Richemont) et 1846. Il siégea dans l'opposition constitutionnelle sur les bancs opposés à ceux qu'avait longtemps occupés son frère, Bacot de Romand, et vota avec les conservateurs « libéraux », le plus souvent même avec la gauche, contre l'indemnité Pritchard, pour la proposition concernant les députés fonctionnaires, etc. 
Il était retraité, depuis le 29 avril 1834, avec le grade de lieutenant-colonel. Ce fut lui qui parvint à obtenir du gouvernement la communication annuelle des documents statistiques propres à faire connaître la situation commerciale de la France en Algérie. Il fut aussi l'auteur d'une proposition de réduction de 100,000 francs sur les constructions d'établissements militaires. Il était intervenu avec une certaine vivacité dans la discussion relative à la liste des nouveaux pairs choisis par Casimir Perier en 1831; il parla encore sur les droits des officiers et des légionnaires créés à l'époque des Cent-Jours et, dans la session de 1840, attaqua les crédits complémentaires et extraordinaires présentés par le gouvernement. 
Après la révolution de Février, les électeurs du département d'Indre-et-Loire le nommèrent, le 23 avril 1848, le 3e sur 8, avec 62 175 voix, représentant du peuple à l'Assemblée constituante. Mais il y marqua peu et n'y siégea pas longtemps, ayant remis sa démission le 6 novembre 1848. Jusque-là, il avait voté avec la droite : pour le rétablissement du cautionnement, pour les poursuites contre Louis Blanc et Marc Caussidière, pour le rétablissement de la contrainte par corps, pour l'impôt proportionnel, contre l'abolition de la peine de mort et contre le droit au travail.
Gendre de Louis-François-Denis Calmelet-Daen, il est le beau-père du baron Gustave Angelier, propriétaire du château de La Bourdaisière, et de Hippolyte Lebreton de Vonne.